# حركة الطريق الجديد
حركة الطريق الجديد (بالبرتغالية: Movimento Novo Rumo‏) هو حزب سياسي جرى تشكيله حديثًا في ساو تومي وبرينسيب. وانتقدت الصحافة الحزب بسبب صلاته باليمين المتطرف.
في الانتخابات التشريعية التي أجريت في 26 مارس 2006، فاز الحزب بمقعد واحد في جزيرة برينسيبي.